# Ballymena United F.C.
Ballymena United Football Club – północnoirlandzki klub piłkarski z siedzibą w mieście Ballymena leżącym w hrabstwie Antrim.

## Osiągnięcia
- Puchar Irlandii (Irish Cup) (6): 1928/29, 1939/40, 1957/58, 1980/81, 1983/84, 1988/89
- Wicemistrz Irlandii (2): 1938/39, 1979/80
- City Cup: 1971/1972
- Gold Cup: 1974/75
- Ulster Cup (2): 1960/1961, 1980/1981
- Festival of Britain Cup: 1951/1952
- Tarcza hrabstwa Antrim (County Antrim Shield (4): 1947/48, 1950/51, 1975/76, 1979/80
- Mistrz II ligi: 1996/1997

## Historia

### 1928-1934
Klub powstał 7 kwietnia 1928 pod początkową nazwą Ballymena Football Club. Założycielami klubu byli lokalni przedsiębiorcy oraz entuzjaści futbolu, którzy pragnęli, by w ich mieście powstał klub występujący w lidze irlandzkiej.
Nowy klub zgromadził znaczną liczbę piłkarzy pochodzących z okolicy oraz przygotował do gry boisko. Pierwszy mecz ligowy Ballymena rozegrała 20 sierpnia 1928 roku – przy pełnych trybunach Ballymena Showgrounds. Debiutanci przegrali z najsilniejszym wówczas w lidze klubem Belfast Celtic 0:3.
Swój pierwszy punkt Ballymena usyzkała 5 dni później, remisując 2:2 z klubem Larne. Kilka tygodni później Ballymena odniósł pierwsze ligowe zwycięstwo, pokonując 2:1 klub Ards. Ostatecznie w swoim debiucie Ballymena zajął dobre, 6. miejsce w 14-zespołowej lidze.
W 1929 roku, po pokonaniu takich klubów jak Glentoran Belfast, Broadway United i Coleraine, Ballymena dotarł do finału Pucharu Irlandii, gdzie czekał potężny wówczas Belfast Celtic. Na stadionie Solitude Ballymena pokonał faworytów 2:1 i pierwszy raz w swej historii zdobył krajowy puchar.
Następnie klub Ballymena jeszcze dwa razy z rzędu zdołał dotrzeć do finału Pucharu Irlandii – w 1930 i 1931. W obu przypadkach Ballymena przegrał w finale z klubem Linfield Belfast – najpierw 3:4, a za drugim razem 0:3. W lidze do 1934/35 Ballymena, oprócz jednego sezonu, zajmował miejsce w najlepszej szóstce.

### 1934-1946
W 1934 klub Ballymena z powodu kłopotów finansowych zmuszony został do wycofania się z ligi irlandzkiej. Wkrótce potem Ballymena Football Club został zlikwidowany, a na jego miejsce utworzono Ballymena United Football Club.
Nadal grając na Showgrounds z tym samym zestawem zawodników Ballymena United zajął 10. miejsce w sezonie 1934/35. W następnych 5 latach klub wciąż borykał się z trudnościami, a w 1937 roku Ballymena United z tylko 4 zwycięstwami na 26 gier zajął ostatnie, 14. miejsce w lidze, co było najgorszym ligowym występem klubu w historii.
Pomimo rekordowo wysokich porażek z klubami Belfast Celtic i Derry City w latach 1937 i 1938, sytuacja klubu Ballymena United stawała się coraz lepsza, aż w końcu w sezonie 1938/39 klub został wicemistrzem Irlandii oraz dotarł do finału krajowego pucharu, gdzie przegrał 0:2 z Linfield – był to trzeci przegrany finał Ballymena United w latach 30.
Kolejny raz do finału Pucharu Irlandii klub dotarł w 1940 roku, gdzie czekał na niego Glenavon Lurgan. W finale Ballymena United wygrał 2:0 i po 11 latach drugi raz w swej historii świętował zdobycie krajowego pucharu.
Po zwycięskim pucharze klub oddał swój stadion Showgrounds do użytku wojskowego, by wspomóc wysiłek wojenny Wielkiej Brytanii. Klubowi obiecano powrót do ligi po zakończeniu wojny, jednak okazało się, że na udział w rozgrywkach ligowych klub poczekać musiał jeszcze wiele lat po II wojnie światowej.

### 1957-1970
W 1957 grającym trenerem klubu został szkocki piłkarz Alex McCrae, który wcześniej był czołowym napastnikiem klubów Charlton Athletic i Middlesbrough. Klub pod jego przewodnictwem osiągnął pierwsze sukcesy od zakończenia wojny – w sezonie 1958/59 Ballymena United zajął trzecie miejsce w I lidze oraz zdobył Puchar Irlandii Północnej. Zdobywcy Pucharu Irlandii z 1959 roku uważani są za najlepszą drużynę w historii klubu Ballymena United.
W następnym roku Ballymena United ponownie dotarł do finału Pucharu Irlandii (po raz ósmy w historii klubu). W finale na Windsor Park przeciwnikiem klubu miał być Glenavon. Choć faworytem był Ballymena United, mecz finałowy zakończył się remisem 1:1, a w meczu dodatkowym niespodziewanie wygrał Glenavon 2:0.
Była legenda Liverpoolu Geoff Twentyman przybył do klubu jako trener i doprowadził go do zdobycia Ulster Cup w 1960 roku po zwycięstwie nad Glenavonem 3:1. W następnym sezonie Ballymena United zabrakło 2 punktów do mistrzowskiego tytułu – ostatecznie w 1961/62 klub był w lidze trzeci.
Później Twentyman nie potrafił już powtórzyć swoich sukcesów i został zastąpiony przez George Smytha, po którym nastąpił Dave Hickson, Alex Parker i znów Dave Hickson. Jednak osiągnięcia Twentymana okazały się jedynymi sukcesami klubu w latach 60. W ostateczności ponownie ściągnięty został do klubu McCrae.
W sezonie 1969/70 Ballymena United zajął w lidze odległe, 10. miejsce, jednocześnie dotarł do finału Pucharu Irlandii, gdzie przegrał jednak 1:2 z klubem Linfield Belfast.

### 1970-1990
W latach 70. Ballymena United plasował się na ogół w środkowej części tabeli. W sezonie 1973/74 klub kolejny raz dotarł do finału Pucharu Irlandii, gdzie przegrał 1:2 z Ards Newtownards. W sezonie 1977/78 klub zajął ostatnie, 12. miejsce w tabeli, jednak nie spadł do drugiej ligi, gdyż regulamin nie przewidywał w tym sezonie spadków. Słabej postawie w lidze towarzyszył udany występ w krajowym pucharze, gdzie Ballymena United znów dotarł do samego finału. Także i tym razem nie udało się zdobyć trofeum, przegrywając 1:3 z Linfield Belfast, który jednocześnie został w tym sezonie mistrzem Irlandii Północnej. Dzięki temu Ballymena United zadebiutował w europejskich pucharach, startując w Pucharze Zdobywców Pucharów w sezonie 1978/79. W pierwszej rundzie przeciwnikiem był belgijski klub SK Beveren. Debiut nie był zbyt udany, gdyż Ballymena United nie był w stanie dorównać znacznie silniejszemu rywalowi, przegrywając po 0:3 na wyjeździe i w rewanżu u siebie.
W sezonie 1979/80 Ballymena United został wicemistrzem Irlandii Północnej, co pozwoliło na start w Pucharze UEFA w sezonie 1980/81. Drugi start w europejskich pucharach przyniósł klubowi pierwsze zwycięstwo – na własnym boisku drużyna północnoirlandzka pokonała 2:1 reprezentujący NRD klub Vorwärts Frankfurt. Nie udało się jednak awansować do kolejnej rundy, gdyż na wyjeździe drużyna wschodnioniemiecka okazała się znacznie lepsza i już po kwadransie prowadziła 2:0, wygrywając ostatecznie 3:0.
W sezonie 1980/81 Ballymena United zdobył wreszcie Puchar Irlandii Północnej, pokonując w finale 1:0 Glenavon Lurgan. Jednocześnie w lidze klub zajął wysokie, trzecie miejsce. W następnym sezonie Ballymena United po raz trzeci spróbował sił na arenie europejskiej – w Pucharze Zdobywców Pucharów w sezonie 1981/82. Również i tym razem skończyło się na pierwszej rundzie – zdobywca Pucharu Włoch, klub AS Roma, był zdecydowanie poza zasięgiem piłkarzy z Irlandii Północnej, wygrywając 2:0 w Irlandii i 4:0 w Rzymie.
W następnych sezonach Ballymena United plasował się w okolicach środka tabeli. Tak też było w sezonie 1983/84, gdzie klub zajął w lidze 6. miejsce. Jednocześnie w tym samym sezonie Ballymena United dotarł do finału, gdzie pokonał 4:1 Carrick Rangers i ponownie zdobył Puchar Irlandii Północnej. Dzięki temu wystartował w Pucharze Zdobywców Pucharów w sezonie 1984/85. W czwartym europejskim starcie los uśmiechnął się wreszcie do klubu i przydzielił mu w pierwszej rundzie łatwego rywala – maltański klub Ħamrun Spartans. Liczono, że po raz pierwszy uda się przebrnąć przez pierwszą rundę, jednak kibiców i działaczy spotkało wielkie rozczarowanie, gdyż zespół z Malty pokonał klub Ballymena United i to dwukrotnie – 1:0 w Ballymena i 2:1 w Ħamrun.
W lidze do końca lat 80. Ballymena United zajmował pozycję bliską środka tabeli. W sezonie 1988/89 Ballymena United trzeci raz w tej dekadzie dotarł do finału Pucharu Irlandii, w którym pokonał 1:0 klub Larne, zdobywając ostatni jak dotąd Puchar Irlandii Północnej. Pozwoliło to na start w Pucharze Zdobywców Pucharów w sezonie 1989/90. Ostatni jak na razie start klubu w europejskich pucharach okazał się najgorszym, gdyż w starciu z późniejszym finalistą tej edycji, belgijskim klubem RSC Anderlecht, Ballymena United stracił aż 10 bramek, przegrywając na wyjeździe 0:6 i u siebie 0:4.

### Po 1990
W latach 90. Ballymena United wciąż zaliczał się do grona ligowych średniaków. Po sezonie 1994/95 licząca 16 klubów pierwsza liga podzielona została na dwie ośmiozespołowe ligi – pierwszą (Premier Division) i nową drugą (Division One). Ponieważ Ballymena United zajął 12. miejsce, w sezonie 1995/96 przystąpił do gry w drugiej lidze.
W sezonie 1996/97 Ballymena United wygrał drugą ligę i razem z wicemistrzem II ligi Omagh Town awansował do pierwszej ligi, która powiększona została z 8 do 10 klubów. W sezonie 1997/98 (pierwszym po powrocie) Ballymena United zajął 5. miejsce. W następnych sezonach było coraz gorzej, aż w końcu w sezonie 2000/2001 Ballymena United zajął ostatnie, 10. miejsce i spadł do II ligi.
Wicemistrzostwo II ligi w sezonie 2002/03 ponownie pozwoliło wrócić klubowi Ballymena United do najwyższej ligi Irlandii Północnej. Po powrocie Ballymena United plasował się zgodnie z tradycją ostatnich dekad w okolicach środka tabeli. W sezonie 2003/04 klub w 16-zespołowej I lidze zajął 6. miejsce, w 2004/05 było 8. miejsce, 2005/06 – 7. miejsce, 2006/07 – 9. miejsce. 2007/08 – 6. miejsce.
Trenerem klubu od 20 maja 2008 roku jest Roy Walker, który zastąpił na tym stanowisku byłego bramkarza reprezentacji Irlandii Północnej, Tommy'ego Wrighta. Tommy Wright zrezygnował po ostatnim meczu sezonu 2007/08. Początkowo ogłoszono, że zastąpi go jego asystent, Jim Grattan, jednak sprzeciwiła się temu północnoirlandzka federacja piłkarska (Irish Football Association).

## Europejskie puchary
Legenda do wszystkich tabel:
- Q – runda eliminacyjna, 1/16, 1/8, 1/4, 1/2 – odpowiednia faza rozgrywek, Grupa – runda grupowa, 1r gr – pierwsza runda grupowa, 2r gr – druga runda grupowa, F – finał, R – runda, PO – play-off
- k. – rzuty karne, los. – losowanie, Dogr. – dogrywka, w. – zasada bramek strzelonych na wyjeździe

| Sezon   | Rozgrywki                 | Runda | Klub               | Dom | Wyjazd | Ogólnie |
| ------- | ------------------------- | ----- | ------------------ | --- | ------ | ------- |
| 1978/79 | Puchar Zdobywców Pucharów | 1R    | KSK Beveren        | 0–3 | 0–3    | 0–6     |
| 1980/81 | Puchar UEFA               | 1R    | Vorwärts Frankfurt | 2–1 | 0–3    | 2–4     |
| 1981/82 | Puchar Zdobywców Pucharów | 1R    | AS Roma            | 0–2 | 0–4    | 0–6     |
| 1984/85 | Puchar Zdobywców Pucharów | 1R    | Ħamrun Spartans    | 0–1 | 1–2    | 1–3     |
| 1989/90 | Puchar Zdobywców Pucharów | 1R    | RSC Anderlecht     | 0–4 | 0–6    | 0–10    |
| 2004    | Puchar Intertoto          | 1R    | Odense BK          | 0–7 | 0–0    | 0–7     |
| 2017/18 | Liga Europy               | 1Q    | Odds BK            | 0–2 | 0–3    | 0–5     |
| 2019/20 | Liga Europy               | PQ    | NSÍ Runavík        | 2–0 | 0–0    | 2–0     |
| 2019/20 | Liga Europy               | 1Q    | Malmö FF           | 0–4 | 0–7    | 0–11    |